# José Tomás Valdovinos
José Manuel Tomás Valdovinos, deportivamente conocido como Josete (Huesca, España, 12 de marzo de 1970), es un exfutbolista y entrenador de fútbol español que actualmente se encuentra sin equipo.

## Trayectoria

### Como jugador
Después de militar en equipos de categorías inferiores como Telde o Peralta, ficha en el mercado de invierno de 1990 por el Rayo Vallecano, donde se hará pronto con un hueco como titular, primero en Segunda y luego en Primera División.
El verano de 1994, con el descenso del Rayo a Segunda, Josete ficha por el Real Betis, donde cuaja dos buenas temporadas pero deja de contar para los técnicos a partir de la 1996-97.
Para la temporada 1998-99, se marcha al Deportivo Alavés, donde también juega muy poco, y comenzada la 2000/2001 recala en el UE Lleida, donde juega en Segunda y Segunda B, hasta su retirada en 2003.

### Como entrenador
Comenzó su carrera como entrenador en la temporada 2004-05, dirigiendo a la Unión Deportiva Fraga de la Tercera División de España.
En la temporada 2005-06, firma por el equipo juvenil del Club Deportivo Binéfar de la Liga Nacional Juvenil, con el que logró el ascenso a la División de Honor Juvenil y dirigió en la siguiente temporada.
En la temporada 2017-18, dirigiría al C.F. Torrefarrera de la Segunda Catalana y colaboró con la SD Huesca en labores de scouting como ojeador siguiendo a futbolistas que jugaban en la zona de Cataluña.
El 22 de junio de 2018, firma por la AD Almudévar, filial de la SD Huesca que milita en la Tercera División de España.
En la temporada 2020-21, se hace cargo del F.C. Alcarràs de la Primera Catalana.
El 13 de febrero de 2022, firma como entrenador de la UD Barbastro de la Tercera Federación, hasta el final de la temporada.
En la temporada 2022-23, renueva su contrato con la UD Barbastro, con el que lograría el ascenso a la Segunda Federación.
El 8 de octubre de 2023 es cesado como entrenador del equipo barbastrense ante la crisis de resultados del equipo. 

## Clubes

### Como jugador
| Club             | País   | Año       |
| ---------------- | ------ | --------- |
| C.D. Azkoyen     | España | 1988-1989 |
| U.D. Telde       | España | 1989-1990 |
| C.D. Azkoyen     | España | 1990      |
| Rayo Vallecano   | España | 1990-1994 |
| Real Betis       | España | 1994-1998 |
| Deportivo Alavés | España | 1998-2001 |
| U.E. Lleida      | España | 2001-2003 |

### Como entrenador
| Club                   | País   | Año       |
| ---------------------- | ------ | --------- |
| U.D. Fraga             | España | 2004-2005 |
| C.D. Binéfar (juvenil) | España | 2005-2007 |
| C.F. Torrefarrera      | España | 2017-2018 |
| A.D. Almudévar         | España | 2018-2019 |
| C.F. Torrefarrera      | España | 2019-2020 |
| F.C. Alcarràs          | España | 2020-2021 |
| U.D. Barbastro         | España | 2022-2023 |